# Marián Štefánik
Marián Štefánik (* 30. září 1952) byl slovenský a československý politik a bezpartijní poslanec Sněmovny národů Federálního shromáždění za normalizace.

## Biografie
Profesně se k roku 1986 připomíná jako samostatný vývojový pracovník.
Ve volbách roku 1986 zasedl jako bezpartijní do slovenské části Sněmovny národů (volební obvod č. 93 – Zbehy, Západoslovenský kraj). Ve Federálním shromáždění setrval do ledna 1990, kdy ztratil mandát v rámci procesu kooptací do Federálního shromáždění po sametové revoluci.